# Long Ta
La torre Long Ta o Dragon Tower (cinese: 龙塔; pinyin: lóng tǎ) o Heilongjiang Tower (Cinese: 黑龙江塔) è una torre sita a Harbin nella provincia di Heilongjiang in Cina, essa è alta 335.89 m ed è posta a 147 m sul s.l.m.. La torre trasmette trasmissioni televisive e di telecomunicazione, trasmissione FM-/ telediffusione in tutta la provincia dello Heilongjiang; essa è posta in un'area di 16.600 m2 e rappresenta una attrazione turistica primaria in Cina.